# Pete Jacobs (triathlon)
Pour les articles homonymes, voir Peter Jacobs.
Pete Jacobs né le 27 octobre 1981 en à  Sydney en Australie est un triathlète professionnel champion du monde d'Ironman en 2012.

## Biographie
Pete Jacobs est né à Sydney en Australie et a grandi à Northern Beaches. Il suit régulièrement sa mère à des événements de triathlon locaux mais s’intéresse plus à la pratique du surf et du sauvetage sportif ainsi qu'au cross-country. Au cours de ses entrainements en piscine de  sauvetage sportif, il découvre le triathlon au contact de triathlètes qui contribuent à guider ses premiers pas dans cette pratique. Ce n'est qu'après avoir terminé ses quatre années d'apprentissage de paysagiste, qu'il décide de devenir pro.Il commence la compétition en triathlon à l'âge de 18 ans.
Pete Jacobs remporte sa première victoire sur Ironman en 2011 lors de l'Ironman Australie après de nombreux classement dans le top cinq des compétitions Ironman ou du Challenge Roth. Il réalise  régulièrement d'excellents chronos en natation notamment et réalise le troisième meilleur temps natation du championnat du monde d'Ironman en 2011, ou il finit second. Il remporte l’année suivant le prestigieux championnat Ironman avec plus de cinq minutes sur le second  Andreas Raelert. 
En 2014 le PDG de la World Triathlon Corporation Andrew Messick le critique en dénonçant son manque de professionnalisme, au regard de sa qualification  automatique pour l’édition 2015 du championnat du monde et de son faible engagement sur l'Ironman Suisse. Il termine dans cette course avec un temps de 11 h 42, prenant la dernière place parmi les pro et les hommes avec une place au classement général de 970e. Peter Jacobs  répond à ces commentaires via le réseau Twitter, en traitant Andrew Messick de « troll ». Un mois plus tard, avant le championnat, il répond formellement sur son site internet en expliquant que ses contre-performances sont à attribuer à la fatigue d'une longue saison. Ils se rencontreront en privé et mettront un terme à leur différend.
Pete Jacobs se qualifie en 2015 et 2016, pour le championnat du monde d'Ironman  à Kailua-Kona, mais déclare forfait pour les deux éditions. Il s'en explique par l'impossibilité qu'il a de s’entrainer selon un volume nécessaire pour réussir au plus haut niveau dans une telle compétition. Atteint d'un virus son programme est compromis, devant l'attente de son entourage qu'il en peut satisfaire, il préfère clore sa saison 2016 sans prendre le départ d'Hawaï pour se concentrer sur 2017. Il annonce sa présence pour une nouvelle qualification sur l'Ironman Arizona.

## Palmarès
Le tableau présente les résultats les plus significatifs (podium) obtenus sur le circuit international de triathlon depuis 2004,.
| Année | Compétition                                  | Pays        | Position           | Temps           |
| ----- | -------------------------------------------- | ----------- | ------------------ | --------------- |
| 2016  | Ironman Cairns                               | Australie   | Médaille de bronze | 8 h 28 min 28 s |
| 2014  | Ironman 70.3 Sunshine Coast                  | Australie   | Médaille de bronze | 3 h 47 min 48 s |
| 2013  | Ironman 70.3 Sunshine Coast                  | Australie   | Médaille d'or      | 3 h 59 min 59 s |
| 2012  | Ironman - Championnat du monde à Kailua-Kona | États-Unis  | Médaille d'or      | 8 h 18 min 37 s |
| 2012  | Ironman Lake Placid                          | États-Unis  | Médaille d'argent  |                 |
| 2012  | Ironman 70.3 Cairns                          | Australie   | Médaille d'or      | 3 h 55 min 51 s |
| 2012  | Ironman 70.3 Philippines                     | Philippines | Médaille d'or      | 4 h 7 min 38 s  |
| 2011  | Ironman - Championnat du monde à Kailua-Kona | États-Unis  | Médaille d'argent  | 8 h 9 min 11 s  |
| 2011  | Ironman Australie                            | Australie   | Médaille d'or      | 8 h 29 min 28 s |
| 2011  | Ironman 70.3 Philippines                     | Philippines | Médaille d'or      | 3 h 51 min 43 s |
| 2011  | Ironman 70.3 Singapour                       | Singapour   | Médaille d'or      | 3 h 54 min 25 s |
| 2010  | Ironman Western Australie                    | Australie   | Médaille de bronze | 8 h 21 min 16 s |
| 2010  | Ironman 70.3 Philippines                     | Philippines | Médaille d'or      | 3 h 58 min 41 s |
| 2009  | Challenge Roth                               | Allemagne   | Médaille d'argent  | 8 h 2 min 1 s   |
| 2009  | Ironman Australie                            | Australie   | Médaille d'argent  | 8 h 29 min 3 s  |
| 2008  | Challenge Roth                               | Allemagne   | Médaille d'argent  | Timing          |
| 2008  | Ironman 70.3 Singapour                       | Singapour   | Médaille de bronze | 3 h 47 min 57 s |
| 2007  | Challenge Roth                               | Allemagne   | Médaille de bronze | 8 h 9 min 18 s  |
| 2006  | Ironman 70.3 Grande-Bretagne                 | Allemagne   | Médaille d'argent  | Timing          |
| 2005  | Ironman Wisconsin                            | États-Unis  | Médaille d'argent  | 9 h 6 min 47 s  |
| 2004  | Ironman Western Australie                    | Australie   | Médaille d'argent  | 8 h 33 min 24 s |